# Levande litteratur. Natur & Kulturs klassikerserie
Levande litteratur är en bokserie som publiceras av Natur & Kultur med start 1957 och med ymnigast utgivning fram till 1969. Böckerna är fristående och skrivna av olika författare. Den egna presentationen av projektet lyder: "Levande litteratur är en serie klassiker från skilda tider och kulturer, till största delen verk som tidigare inte funnits i svensk översättning eller inte varit tillgängliga i modern språkdräkt. Urvalet är inte begränsat till ren skönlitteratur utan upptar också memoarer, reseskildringar, verk från olika vetenskapliga områden etc.".

## Böcker som publicerats i serien
- P. G. Ahnfeldt, Studentminnen
- Corrado Alvaro, Herdarna på Aspromonte
- Leonid Andrejev, Det röda skrattet och andra berättelser
- Apollonios Rhodios, Argonautika
- Aristoteles, Om diktkonsten
- Jane Austen, Förnuft och känsla
- Honoré de Balzac, Pappa Goriot
- Honoré de Balzac, En episod under skräckväldet och andra noveller
- Jules Barbey d'Aurevilly, De djävulska
- Charles Baudelaire, Prosadikter
- Beowulf
- Hjalmar Bergman, Chefen Fru Ingeborg
- Jacob Jonas Björnståhl, Resebrev
- Steen Steensen Blicher, Noveller
- Bertolt Brecht, Mor Courage och hennes barn . Den kaukasiska kritcirkeln
- Fredrika Bremer, Livet i Gamla världen
- Charlotte Brontë, Jane Eyre 1-2
- Emily Brontë, Svindlande höjder
- Frank T. Bullen, Kaskelotten
- Samuel Butler, Landet Ingenstans (Erewhon)
- Samuel Butler, Alla dödligas väg 1-2
- Georg Büchner, Dantons död
- Julius Caesar, Kriget i Gallien 1-2
- Miguel de Cervantes, Den lilla zigenerskan och andra noveller
- Drottning Christina, Självbiografi och aforismer
- Drottning Christina, Brev från sex decennier
- Marcus Tullius Cicero, Om ålderdom. Om vänskap
- Citronträdets dotter och andra nygrekiska folksagor
- Wilkie Collins, Månstenen 1-2
- Philippe de Commynes, Hågkomster om konung Ludvig och hertigen av Burgund
- Benjamin Constant, Adolphe
- James Fenimore Cooper, Stigfinnaren 1-2
- Cyrano de Bergerac, Resa till månen
- Erik Dahlbergh, Dagbok
- Dante Alighieri, Den gudomliga komedin
- Dante Alighieri, Vita Nova
- Charles Darwin, Människans härkomst och könsurvalet
- Charles Darwin, Om arternas härkomst genom naturligt urval
- Charles Darwin, Resa kring jorden 1-2
- Bernal Díaz del Castillo, Mexicos erövring
- Charles Dickens, Mysteriet Edwin Drood
- Fjodor Dostojevskij, Spelaren
- Fjodor Dostojevskij, Den evige äkta mannen
- Johann Peter Eckermann, Samtal med Goethe 1-2
- Carl August Ehrensvärd, Resa till Italien och andra skrifter
- George Eliot, Middlemarch 1-2
- Jean Henri Fabre, Insekternas liv
- Ernest Feydeau, Fanny
- Henry Fielding, Tom Jones  1-2
- Fionns äventyr och andra irländska sagor
- Theodor Fontane, Effi Briest
- Fornegyptisk litteratur. Dikt och verklighet i faraonernas Egypten
- Jean Froissart, Krönika
- Johann Wolfgang von Goethe, Lyriska dikter
- Johann Wolfgang von Goethe, Valfrändskap
- Oliver Goldsmith, Prästen i Wakefield
- Ivan Gontjarov, Oblomov
- Gregorius av Tours, Frankernas historia
- Grekiska folkvisor. En antologi
- Gustav Vasa, Brev
- Nathaniel Hawthorne, Huset med de sju gavlarna
- O. Henry, Stadens stämma
- Hesiodos, Theogonin. Verk och dagar
- E. T. A. Hoffmann, Don Juan och andra berättelser
- Ludvig Holberg, Odysseus von Ithakien eller En tysk komedi
- De homeriska hymnerna
- Homeros, Iliaden
- Homeros, Odysséen
- W.H. Hudson, I fjärran länder och för länge sen
- Henrik Ibsen, Gengångare. Vildanden
- Indisk dikt och tanke
- Indiska fabler och sagor
- Samuel Johnson, Prins Rasselas av Abessinien
- Karl XII:s bibel, Psaltaren. Salomos höga visa
- Karl XII:s bibel, Ruts bok. Esters bok. Jobs bok. Salomos ordspråk. Salomos predikare
- Karolinska dagböcker
- Gottfried Keller, Romeo och Julia i byn. Fru Regel Amrain och hennes yngste son
- Søren Kierkegaard, Förförarens dagbok
- Sophie von Knorring, Illusionerna
- Jean de La Bruyère, Karaktärer eller tidens seder
- Madame de La Fayette, Prinsessan de Clèves
- Per Lindeström, Resa till Nya Sverige
- Carl von Linné, Carl von Linnés dalaresa
- Carl von Linné, Carl von Linnés gotländska resa
- Carl von Linné, Carl von Linnés lappländska resa
- Carl von Linné, Carl von Linnés skånska resa
- Carl von Linné, Carl von Linnés västgötska resa
- Carl von Linné, Carl von Linnés öländska resa
- Carl von Linné, Nemesis Divina
- Carl von Linné, Om undran inför naturen och andra latinska skrifter
- David Livingstone, Resor i det okända Afrika
- Lucretius, Om tingens natur
- Martin Luther, Bordssamtal
- Martin Luther, Brev 1517-1546
- Niccolò Machiavelli, Fursten
- Guy de Maupassant, Mademoiselle Fifi och andra noveller
- Prosper Mérimée, Bartolomeinatten
- Mickel Räv
- John Stuart Mill, Mitt liv
- John Stuart Mill, Om friheten
- John Milton, Det förlorade paradiset
- Michel de Montaigne, Om fåfänglighet och andra essayer
- Murasaki Shikibu, Berättelsen om Genji - De tidiga åren
- Jan Neruda, Berättelser från Lillsidan
- Nibelungensången
- Hedvig Charlotta Nordenflycht, Den sörjande turturduvan. Poesi och prosa
- Nygrekiska sägner och legender
- Hagar Olsson, Träsnidaren och döden
- Ovidius, Amores
- Ovidius, Kärlekskonsten
- Ovidius, Metamorfoser
- Oscar Parland, Den förtrollade vägen
- Oscar Parland, Tjurens år
- Francesco Petrarca, Kärleksdikter
- Olaus Petri, Skrifter i urval
- Phaedrus, Fabler
- Pindaros, Olympiska och pythiska oden
- Kardinal de Retz, En upprorsmans minnen
- Luigi Pirandello, Resan och andra noveller
- Sextus Propertius, Elegier
- Fritz Reuter, Fransmän i stan
- Romersk poesi
- Johan Ludvig Runeberg, Episka dikter
- Bertrand Russell, Filosofins problem
- Ryska sagor och hjältesånger
- Arthur Schopenhauer, Liv och sanning. Essäer och aforismer
- Walter Scott, Waverley 1-2
- William Shakespeare, Cymbeline
- William Shakespeare, Julius Caesar
- William Shakespeare, Kung Lear
- William Shakespeare, Köpmannen i Venedig
- William Shakespeare, Macbeth
- William Shakespeare, Othello
- William Shakespeare, Romeo och Julia
- William Shakespeare, Som ni behagar
- Malla Montgomery-Silfverstolpe, Memoarer
- Haquin Spegel, Guds verk och vila
- Stendhal, Italienska berättelser
- Laurence Sterne, En sentimental resa
- Suetonius, Kejsarbiografier
- Peder Svart, Gustav Vasas krönika
- Jesper Swedberg, Levernesbeskrivning
- Emanuel Swedenborg, Om Guds dyrkan och kärleken till Gud
- Svenska medeltidsballader
- Jonathan Swift, Ett anspråklöst förslag och andra smärre skrifter
- Cornelius Tacitus, Germania
- Theokritos, Sånger
- Henry David Thoreau, Walden
- Thomas Thorild, Utopier, dikter, prosadikter
- Claude Tillier, Onkel Benjamin
- Anton Tjechov, Tre systrar. Körsbärsträdgården
- Lev Tolstoj, Från unga år. Barndomen. Pojkåren. Ungdomen. En godsägares morgon
- Ivan Turgenjev, Fäder och söner
- Leonora Christina, Jammers Minde
- Giovanni Verga, På Sicilien. Noveller
- Vergilius, Aeneiden
- Voltaire, Karl XII
- Gilbert White, Naturen i Selborne
- Oscar Wilde, De profundis
- Xenofon, Platon, Sokrates på fest och i vardagslag